# Andrea Khanjin
Pour les articles homonymes, voir Khanjin.
Andrea Daria Khanjin, née le 27 décembre 1987 à Moscou, est une femme politique provinciale canadienne de l'Ontario. Elle est députée provinciale progressiste-conservatrice de la circonscription ontarienne de Barrie—Innisfil depuis 2018.
Elle est assistante parlementaire des ministres des ministres de l'Environnement, de la Conservation et des Parcs, Rod Phillips et Jeff Yurek, depuis juin 2018.